# José Augusto Coelho de Brito
 José Augusto Coelho de Brito  (Ilha Terceira, Açores, Portugal, — Ilha de São Miguel, Açores, Portugal) foi um Clérigo e jornalista português.

## Biografia
Foi cura em várias paróquias da ilha Terceira, ouvidor em Vila Franca do Campo, ilha de São Miguel prior das Capelas também na ilha de São Miguel onde faleceu. Foi jornalista distinto e redactor do jornal "Onze de Agosto".